# محمية باين ريدج الهندية
محمية باين ريدج الهندية (بالإنجليزية: Pine Ridge Indian Reservation)‏ محمية تقع في ولاية داكوتا الجنوبية الأمريكية، وتسمى أيضًا (وكالة باين ريدج)، وهي محمية أغلالا لاكوتا للسكان الاصليين. تأسست باين ريدج والمدرجة ضمن أراضي محمية سيوكس العظمى عام 1889م في الركن الجنوبي الغربي من ولاية لاكوتا الجنوبية على حدود نبراسكا وتتكون في هذه الأيام من 968,85 ميل مربع أي ما يعادل (8,984,306 كم) من مساحة الأرض وهي  سابع أكبر محمية في الولايات المتحدة.

## المراجع
1. ↑   https://www.census.gov/tribal/?st=46&aianihh=2810. {{استشهاد ويب}}: |url= بحاجة لعنوان (مساعدة) والوسيط |title= غير موجود أو فارغ (من ويكي بيانات) (مساعدة)
2. ↑  GeoNames (بالإنجليزية), 2005, QID:Q830106
3. ↑  "Biggest Indian Reservations In The United States". WorldAtlas. 5 يونيو 2018. مؤرشف من الأصل في 2023-02-19.